# Filsalb
Das FFH-Gebiet Filsalb ist ein im Jahr 2005 durch das Regierungspräsidium Stuttgart nach der Richtlinie 92/43/EWG (Fauna-Flora-Habitat-Richtlinie) angemeldetes Schutzgebiet (Schutzgebietskennung DE-7423-342) im deutschen Bundesland Baden-Württemberg. Mit Verordnung des Regierungspräsidiums Stuttgart zur Festlegung der Gebiete von gemeinschaftlicher Bedeutung vom 30. Oktober 2018 (in Kraft getreten am 11. Januar 2019), wurde das Schutzgebiet ausgewiesen. 

## Lage
Das 5495,72 Hektar große FFH-Gebiet gehört zu den Naturräumen 094-Mittlere Kuppenalb, 096-Albuch und Härtsfeld und 101-Mittleres Albvorland  innerhalb der naturräumlichen Haupteinheiten 09 Schwäbische Alb und 10-Schwäbisches Keuper-Lias-Land. Es liegt südwestlich von Süßen, Kuchen und Geislingen auf der Markung von elf Städten und Gemeinden:
- Bad Ditzenbach: 604,5288 ha = 11 %
- Bad Überkingen: 1044,1862 ha = 19 %
- Deggingen: 769,4003 ha = 14 %
- Geislingen an der Steige: 549,5716 ha = 10 %
- Gingen an der Fils: 109,9143 ha = 2 %
- Gruibingen: 824,3575 ha = 15 %
- Kuchen: 274,7858 ha = 5 %
- Mühlhausen im Täle: 109,9143 ha = 2 %
- Schlat: 164,8715 ha = 3 %
- Süßen: 439,6573 ha = 8 %
- Wiesensteig: 549,5716 ha = 10 %

## Beschreibung und Schutzzweck
Es handelt sich um reichstrukturierte Hänge und Hochflächen der Schwäbischen Alb mit Wacholderheiden, artenreichen Wiesen und naturnahen Laubwäldern im oberen Filstal vom Filsursprung bis Geislingen. Außerdem um die Filszuflüsse in diesem Bereich als naturnahe Fließgewässer mit ihren Quellbereichen. Im Gebiet befinden sich 77 Höhlen.

### Lebensraumklassen
(allgemeine Merkmale des Gebiets) (prozentualer Anteil der Gesamtfläche)
Angaben gemäß Standard-Datenbogen aus dem Amtsblatt der Europäischen Union
|                                                               |                                                               |  |      |      |
| N06 – Binnengewässer (stehend und fließend)                   | N06 – Binnengewässer (stehend und fließend)                   |  | 1 %  | 1 %  |
| N09 – Trockenrasen, Steppen                                   | N09 – Trockenrasen, Steppen                                   |  | 11 % | 11 % |
| N10 – Feuchtes und mesophiles Grünland                        | N10 – Feuchtes und mesophiles Grünland                        |  | 5 %  | 5 %  |
| N14 – Melioriertes Grünland                                   | N14 – Melioriertes Grünland                                   |  | 2 %  | 2 %  |
| N15 – Anderes Ackerland                                       | N15 – Anderes Ackerland                                       |  | 1 %  | 1 %  |
| N16 – Laubwald                                                | N16 – Laubwald                                                |  | 58 % | 58 % |
| N17 – Nadelwald                                               | N17 – Nadelwald                                               |  | 5 %  | 5 %  |
| N19 – Mischwald                                               | N19 – Mischwald                                               |  | 15 % | 15 % |
| N22 – Binnenlandfelsen, Geröll- und Schutthalden, Sandflächen | N22 – Binnenlandfelsen, Geröll- und Schutthalden, Sandflächen |  | 1 %  | 1 %  |
| N23 – Sonstiges (einschl. Städte, Dörfer, Straßen)            | N23 – Sonstiges (einschl. Städte, Dörfer, Straßen)            |  | 1 %  | 1 %  |
|                                                               |                                                               |  |      |      |

### Lebensraumtypen
Gemäß Anlage 1 der Verordnung des Regierungspräsidiums Stuttgart zur Festlegung der Gebiete von gemeinschaftlicher Bedeutung (FFH-Verordnung) vom 30. Oktober 2018 kommen folgende Lebensraumtypen nach Anhang I der FFH-Richtlinie im Gebiet vor:
| EU Code | Lebensraumtyp (offizielle Bezeichnung)                                                                          | Kurzbezeichnung                              | Hektar   |
| ------- | --- | -------------------------------------------- | -------- |
| 3260    | Flüsse der planaren bis montanen Stufe mit Vegetation des Ranunculion fluitantis und des Callitricho-Batrachion | Fließgewässer mit flutender Wasservegetation | 0000,312 |
| 5130    | Formationen von Juniperus communis auf Kalkheiden und -rasen                                                    | Wacholderheiden                              | 0185,00  |
| 6110    | Lückige basophile oder Kalk-Pionierrasen(Alysso-Sedion albi)                                                    | Kalk-Pionierrasen                            | 0002,437 |
| 6210    | Naturnahe Kalk-Trockenrasen und deren Verbuschungsstadien (Festuco-Brometalia)                                  | Kalk-Magerrasen                              | 0027,10  |
| 6230    | Artenreiche montane Borstgrasrasen (und submontan auf dem europäischen Festland) auf Silikatböden               | Artenreiche Borstgrasrasen                   | 0000,01  |
| 6430    | Feuchte Hochstaudenfluren der planarenund montanen bis alpinen Stufe                                            | Feuchte Hochstaudenfluren                    | 0003,017 |
| 6510    | Magere Flachland-Mähwiesen (Alopecurus pratensis, Sanguisorbaofficinalis)                                       | Magere Flachland-Mähwiesen                   | 0357,00  |
| 7220    | Kalktuffquellen (Cratoneurion)                                                                                  | Kalktuffquellen                              | 0001,58  |
| 8160    | Kalkhaltige Schutthalden der collinen bismontanen Stufe Mitteleuropas                                           | Kalkschutthalden                             | 0002,09  |
| 8210    | Kalkfelsen mit Felsspaltenvegetation                                                                            | Kalkfelsen mit Felsspaltenvegetation         | 0004,80  |
| 8310    | Nicht touristisch erschlossene Höhlen                                                                           | Höhlen                                       | 0000,001 |
| 9130    | Waldmeister-Buchenwald (Asperulo-Fagetum)                                                                       | Waldmeister-Buchenwald                       | 2454,60  |
| 9150    | Mitteleuropäischer Orchideen-Kalk-Buchenwald (Cephalanthero-Fagion)                                             | Orchideen-Buchenwälder                       | 0189,10  |
| 9170    | Labkraut-Eichen-Hainbuchenwald Galio-Carpinetum                                                                 | Labkraut-Eichen-Hainbuchenwald               | 0014,50  |
| 9180    | Schlucht- und Hangmischwälder Tilio-Acerion                                                                     | Schlucht- und Hangmischwälder                | 0050,00  |
| 91E0    | Auenwälder mit Alnus glutinosa und Fraxinus excelsior (Alno-Padion, Alnionincanae, Salicion albae)              | Auenwälder mit Erle, Esche, Weide            | 0010,90  |

### Zusammenhängende Schutzgebiete
Das FFH-Gebiet besteht aus zahlreichen Teilgebieten. Es überschneidet sich mit mehreren Landschaftsschutzgebieten. Große Teile des Gebiets  liegen im Vogelschutzgebiet 7422-441-Mittlere Schwäbische Alb.
Innerhalb des FFH-Gebiets liegt folgende Naturschutzgebiete:
- 1100 – Autal
- 1170 – Dalisberg
- 1241 – Galgenberg
- 1175 – Haarberg-Wasserberg
- 1031 – Hausener Wand
- 1074 – Heide am Hillenwang
- 1262 – Kornberg
- 1113 – Nordalbhänge: Ottenwang-Ungerhalde-Sommerberg
- 1092 – Oberer Berg
- 1105 – Rohrachtal
- 1261 – Rufsteinhänge und Umgebung
- 1070 – Sterneck
- 1248 – Vögelestal und Oberes Lontal